# Junge Sinfonie Köln
Die Junge Sinfonie Köln ist ein deutsches Orchester in Köln.

## Geschichte
1966 wurde ein Kammermusikkreis im Hause des Poller Grundschulrektors Joseph Großgarten gegründet. Nach dem ersten Jahr gab der Dirigent Weyers den Stab an György Földes, unter dem es zur Teilung des kleinen Ensembles kam.
1968 übernahm Günter Hässy die Leitung der 20 verbliebenen Spieler des Hausmusikerkreises und integrierte 23 weitere Musiker seines Studentischen Kammerorchesters der Musikhochschule Köln. Mit diesen Musikern gründete er die Junge Sinfonie Köln. In dieser Besetzung spielte das Orchester 1969 sein erstes Konzert mit Mozarts A-Dur-Sinfonie (KV 201), sein Hornkonzert in D-Dur und Schuberts dritter Sinfonie.
1970 unternahm das Orchester eine Tournee nach Granada mit einem Kölner Chor. Das Schlusskonzert in der Kirche San Hieronimo in Granada wurde von über 4500 Zuhörern besucht und stellte den bis dahin größten Erfolg des Orchesters dar. Diese Tournee begründete eine Freundschaft mit der Spanischen Juventudes Musicales. 1972 gab das Orchester als erstes in Köln ein Konzert für Junge Hörer – ein Gesprächskonzert mit Erläuterungen zu den gespielten Werken. Das Konzept, Musik mit kindgerechten Erklärungen und Geschichten zu präsentieren, wurde zu einem Markenzeichen der Jungen Sinfonie Köln. 1975 trat der spätere Dirigent Ulrich Gögel als Geiger ein. 1977 dirigierte er sein erstes Konzert in Caen und leitet seitdem das Orchester als weiterer Dirigent.
Neben der Arbeit in Köln gab es Kontakte nach Cambridge, wo das Orchester mit einem englischen ähnlich strukturierten Orchester in der Guildhall ein gemeinsames Konzert veranstaltete, das im Jahre darauf in Köln wiederholt wurde.  Weiterhin war ein Konzert im Wiener Stephansdom, bei der Schuberts Unvollendete gepaart mit einer Schubert-Messe gespielt wurde, und an der sieben Wiener Chöre teilnahmen.
Eine weitere Aufführung war ein „Konzert für Junge Hörer“ mit Dietrich Schulz-Köhn, der „Dieter Gärtner Bigband“ und der „Jungen Sinfonie Köln“, welches den Grenzübertritt von Klassik zum Jazz zum Inhalt hatte und in dieser Form zum ersten Mal in Köln zu hören war.
Die größer werdende Anzahl der Orchestermitglieder erforderte die Mitarbeit weiterer Dirigenten. Zum einen konnte Andreas Wiedemann, ein Hornist aus den eigenen Reihen, für diese Aufgabe gewonnen werden. Er leitete die Konzerte in Irland (Cork) und Amerika (New York und Philadelphia). Zum anderen arbeitete Silke Löhr in der Orchesterleitung mit und übernahm Kinder- und Sinfoniekonzerte.
1992 wandte sich der Leiter der Höhner an Günter Hässy und schlug vor, etwas gemeinsames zu machen. So entstand die Idee, die Popgruppe mit einem sinfonischen Orchester zu vereinen und ein gemeinsames Konzert zu machen. Am 30. April 1993 wurde in der Kölner Philharmonie der erste Abend „Höhner Classic“ mit dem großen Orchester der Jungen Sinfonie Köln aufgeführt. Nach diesem großen Erfolg wurde 2012 „20 Jahre Höhner-Classic“ in der Philharmonie gefeiert. Höhner-Titel wurden von Günter Hässy orchestral arrangiert und mit vier Ouvertüren im klassischen Stil sinfonietauglich. Seit 2007 ist sein Sohn Sebastian Hässy für die Leitung und Teile der Arrangements verantwortlich.
2003 trat der Chefpyrotechniker Georg Alef von Firma WECO an Günter Hässy heran, um ihn zur Komposition einer Originalfeuerwerksmusik für die Weltmeisterschaft der Pyrotechniker in Montreal zu bitten, die beide dann choreographisch aufeinander abgestimmten. Das Ergebnis dieser Gemeinschaftsarbeit kam 2004 zuerst in Köln zur Aufführung („Kölner Lichter“) und führte vierzehn Tage später zum Gewinn der Weltmeisterschaft in Montreal. 2007 kam die sinfonische Dichtung „COLONIA ab URBE CONDITA“ – von Günter Hässy eigens für die Kölner Lichter 2007 komponierte Geschichte der Stadt Köln – zur Aufführung. Mit diesem Titel siegte im September 2007 WECO erneut mit einem Musik synchronen Feuerwerk in Cannes.
Ein weiterer Höhepunkt war 2005 die Aufführung der 5. Symphonie von Gustav Mahler. Uli Gögel dirigierte dieses Konzert im Kölner Gürzenich, wo vor 100 Jahren der Komponist selbst sein Werk aufführte. Mit 105 Musikern war bei diesem Ereignis die größte Anzahl von Orchestermitgliedern auf der Bühne.